# 정선 반론산 철쭉나무 및 분취류 자생지
정선 반론산 철쭉나무 및 분취류 자생지는 강원특별자치도 정선군 반론산에 서식하는 철쭉 한 그루와 사창분취, 각시서덜취, 당분취, 복분취 등 분취류의 자생지이다. 대한민국의 천연기념물 제348호로 지정되어 있다. 이 자생지에 사는 철쭉은 지금까지 알려진 철쭉 가운데 가장 크다.